# Saint-Pandelon
Saint-Pandelon (Sent Pandelon, en occitan) est une commune du Sud-Ouest de la France, située dans le département des Landes en région Nouvelle-Aquitaine.
Elle appartient à la région historique de la Gascogne.
L'agriculture y représente une activité économique importante.

## Géographie

### Localisation
Commune de Gascogne, historiquement rattachée à la Chalosse, son paysage vallonné marque le tout début des contreforts des Pyrénées
Saint-Pandelon est à la fois proche des plages (30 km), de la montagne (les Pyrénées sont à 40 km) et de la forêt des Landes. Elle est adjacente à Dax, et située à 40 km de Bayonne, 50 km de Mont-de-Marsan, 80 km de Pau et d'Irún, 100 km de Donostia/Saint-Sébastien, 150 km de Bordeaux et 700 km de Paris. La commune française la plus éloignée de Saint-Pandelon est Lauterbourg située à 919,5 km à vol d'oiseau.

### Communes limitrophes
Le territoire de la commune est limitrophe de ceux de sept communes :
Les communes limitrophes sont  Bénesse-lès-Dax, Dax, Heugas, Narrosse, Oeyreluy, Saugnac-et-Cambran et Seyresse.
| Seyresse | Dax             | Narrosse           |
| Oeyreluy | Saint-Pandelon  | Saugnac-et-Cambran |
| Heugas   | Bénesse-lès-Dax |                    |

### Géologie et relief
Le sous-sol de la commune a donné naissance à trois carrières permettant l'extraction et exploitation la pierre ophitique et une mine de sel produisant 10 000 tonnes de sel par année. La zone ophitique de Saint-Pandelon est localité type d'un minéral rare, l'aérinite.
La superficie de la commune est de 918 hectares ; l'altitude varie entre 1  et   61 mètres.

### Hydrographie
Saint-Pandelon est perché sur un coteau aux pentes abruptes en surplomb de la rive gauche du Luy.Une partie des terres de la commune est classée dans la zone Natura 2000, car elles sont inondables.

### Climat
Pour des articles plus généraux, voir Climat de la Nouvelle-Aquitaine et Climat des Landes.
Historiquement, la commune est exposée à un climat océanique aquitain.  
En 2020, Météo-France publie une typologie des climats de la France métropolitaine dans laquelle la commune est exposée à un climat océanique et est dans la région climatique  Littoral charentais et aquitain, caractérisée par une pluviométrie élevée en automne et en hiver, un bon ensoleillement, des hiver doux (6,5 °C), soumis à la brise de mer.
Pour la période 1971-2000, la température annuelle moyenne est de 13,5 °C, avec une amplitude thermique annuelle de 13,9 °C. Le cumul annuel moyen de précipitations est de 1 254 mm, avec 12,7 jours de précipitations en janvier et 7,8 jours en juillet. Pour la période 1991-2020, la température moyenne annuelle observée sur la station météorologique la plus proche, située dans la commune de Dax à 4 km à vol d'oiseau, est de 14,5 °C et le cumul annuel moyen de précipitations est de 1 155,2 mm,. Pour l'avenir, les paramètres climatiques de la commune estimés pour 2050 selon différents scénarios d’émission de gaz à effet de serre sont consultables sur un site dédié publié par Météo-France en novembre 2022.

## Urbanisme

### Typologie
Au 1er janvier 2024, Saint-Pandelon est catégorisée commune rurale à habitat dispersé, selon la nouvelle grille communale de densité à sept niveaux définie par l'Insee en 2022.
Elle appartient à l'unité urbaine de Pouillon, une agglomération intra-départementale regroupant cinq  communes, dont elle est une commune de la banlieue,,. Par ailleurs la commune fait partie de l'aire d'attraction de Dax, dont elle est une commune de la couronne,. Cette aire, qui regroupe 60 communes, est catégorisée dans les aires de 50 000 à moins de 200 000 habitants,.

### Occupation des sols

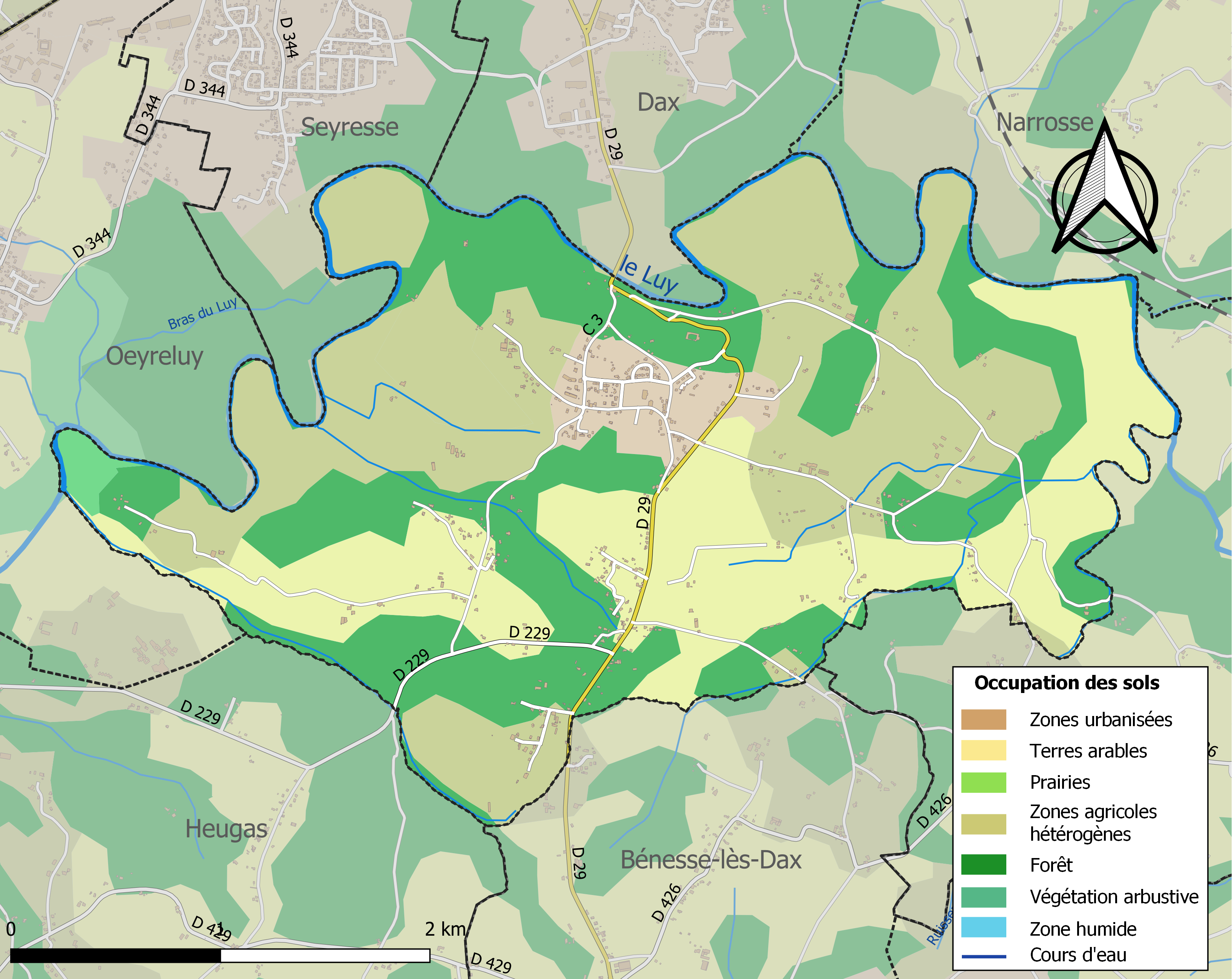
Carte des infrastructures et de l'occupation des sols de la commune en 2018 (CLC).

L'occupation des sols de la commune, telle qu'elle ressort de la base de données européenne d’occupation biophysique des sols Corine Land Cover (CLC), est marquée par l'importance des territoires agricoles (64,3 % en 2018), en diminution par rapport à 1990 (70,8 %). La répartition détaillée en 2018 est la suivante : zones agricoles hétérogènes (37,6 %), forêts (30,2 %), terres arables (26,7 %), zones urbanisées (4,6 %), milieux à végétation arbustive et/ou herbacée (0,8 %). L'évolution de l’occupation des sols de la commune et de ses infrastructures peut être observée sur les différentes représentations cartographiques du territoire : la carte de Cassini (XVIIIe siècle), la carte d'état-major (1820-1866) et les cartes ou photos aériennes de l'IGN pour la période actuelle (1950 à aujourd'hui).

### Voies de communication et transports
Accessible par la RD 29 ou SNCF gare de Dax (TGV) (LGV prévue en 2020).
Elle se situe à une vingtaine de kilomètres des autoroutes françaises A64 Bayonne-Toulouse et A63 Bordeaux-Bayonne.
La commune est desservie par le réseau de bus départemental de la RDTL.

### Risques majeurs
Le territoire de la commune de Saint-Pandelon est vulnérable à différents aléas naturels : météorologiques (tempête, orage, neige, grand froid, canicule ou sécheresse), inondations, mouvements de terrains et séisme (sismicité faible). Il est également exposé à un risque technologique,  le transport de matières dangereuses, et à un risque particulier : le risque de radon. Un site publié par le BRGM permet d'évaluer simplement et rapidement les risques d'un bien localisé soit par son adresse soit par le numéro de sa parcelle.

#### Risques naturels
Certaines parties du territoire communal sont susceptibles d’être affectées par le risque d’inondation par débordement de cours d'eau, notamment le Luy. La commune a été reconnue en état de catastrophe naturelle au titre des dommages causés par les inondations et coulées de boue survenues en 1988, 1999, 2009 et 2018,.
Les mouvements de terrains susceptibles de se produire dans la commune sont des tassements différentiels.
Le retrait-gonflement des sols argileux est susceptible d'engendrer des dommages importants aux bâtiments en cas d’alternance de périodes de sécheresse et de pluie. 62,8 % de la superficie communale est en aléa moyen ou fort (19,2 % au niveau départemental et 48,5 % au niveau national). Sur les 322 bâtiments dénombrés dans la commune en 2019,  285 sont en aléa moyen ou fort, soit 89 %, à comparer aux 17 % au niveau départemental et 54 % au niveau national. Une cartographie de l'exposition du territoire national au retrait gonflement des sols argileux est disponible sur le site du BRGM,.
Concernant les mouvements de terrains, la commune a été reconnue en état de catastrophe naturelle au titre des dommages causés par des mouvements de terrain en 1999.

#### Risques technologiques
Le risque de transport de matières dangereuses dans la commune est lié à sa traversée par une ou des infrastructures routières ou ferroviaires importantes ou la présence d'une canalisation de transport d'hydrocarbures. Un accident se produisant sur de telles infrastructures est susceptible d’avoir des effets graves sur les biens, les personnes ou l'environnement, selon la nature du matériau transporté. Des dispositions d’urbanisme peuvent être préconisées en conséquence.

#### Risque particulier
Dans plusieurs parties du territoire national, le radon, accumulé dans certains logements ou autres locaux, peut constituer une source significative d’exposition de la population aux rayonnements ionisants. Selon la classification de 2018, la commune de Saint-Pandelon est classée en zone 2, à savoir zone à potentiel radon faible mais sur lesquelles des facteurs géologiques particuliers peuvent faciliter le transfert du radon vers les bâtiments.

## Toponymie
Il n'existe pas dans le calendrier de saint éponyme portant le nom de Pandelon mais ce nom pourrait venir de Pantaleonte, adaptation latine d’un nom grec. Aux  XIe et XIIe siècles, la cité se nomme d’ailleurs Sanctus Pantaleon.
Les nombreux historiographes qui se sont intéressés aux origines du nom des communes landaises s'accordent à dire que « Saint-Pandelon » serait une déformation de saint Pantaléon de Nicomédie, du nom du médecin à la cour de l'empereur Maximien Hercule qui fut martyrisé à Nicomédie vers l'an 303.
Aucune autre commune ne porte le nom Saint-Pandelon en France.

## Histoire

### Préhistoire
Des traces d’occupation préhistorique sont signalées sur le site de Saint-Pandelon, témoignant de l’ancienneté de la cité.

### Antiquité
De l'occupation romaine survivent des maisons capcazalières.

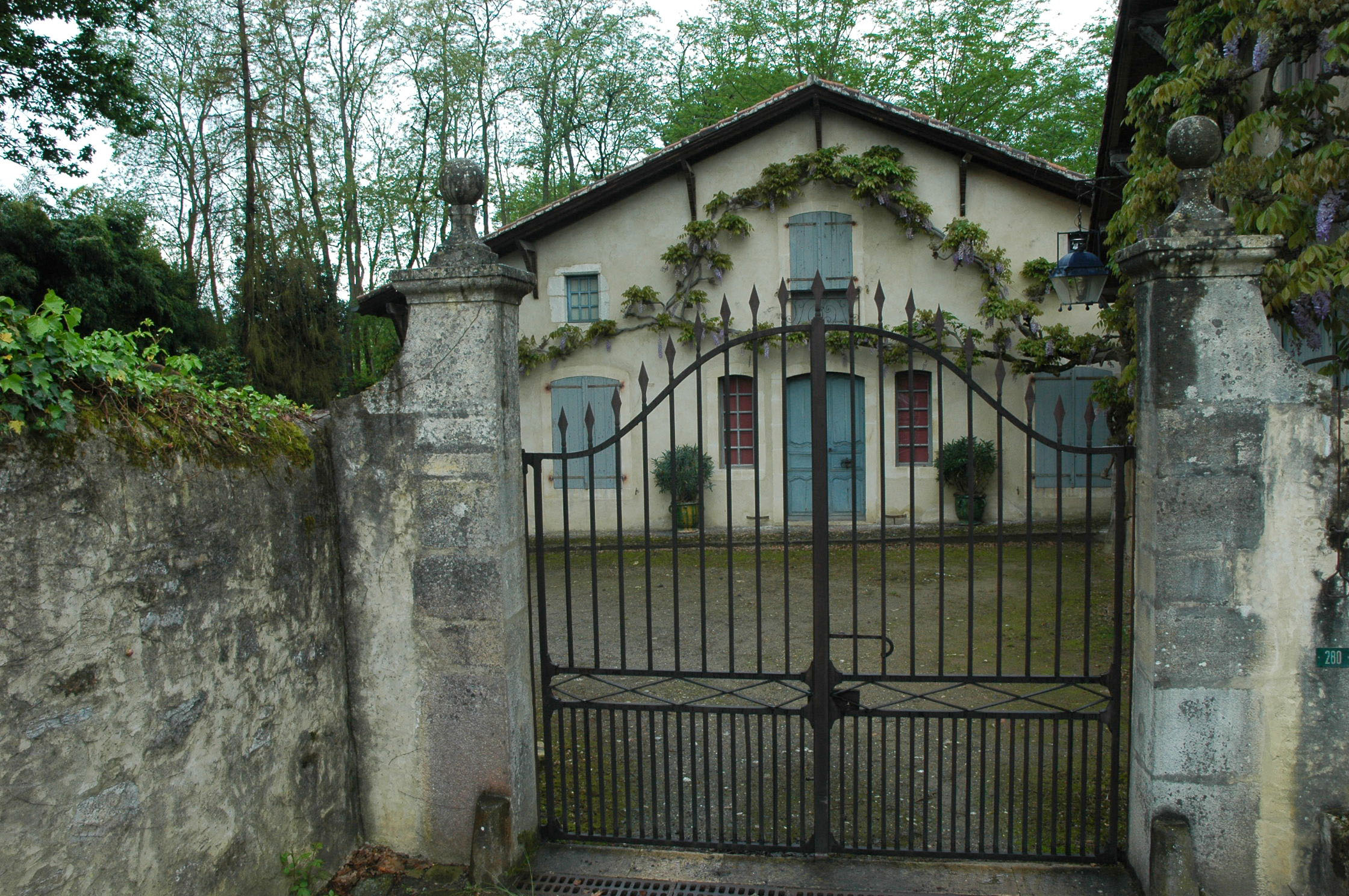
Maison hountanglaise à Saint-Pandelon.
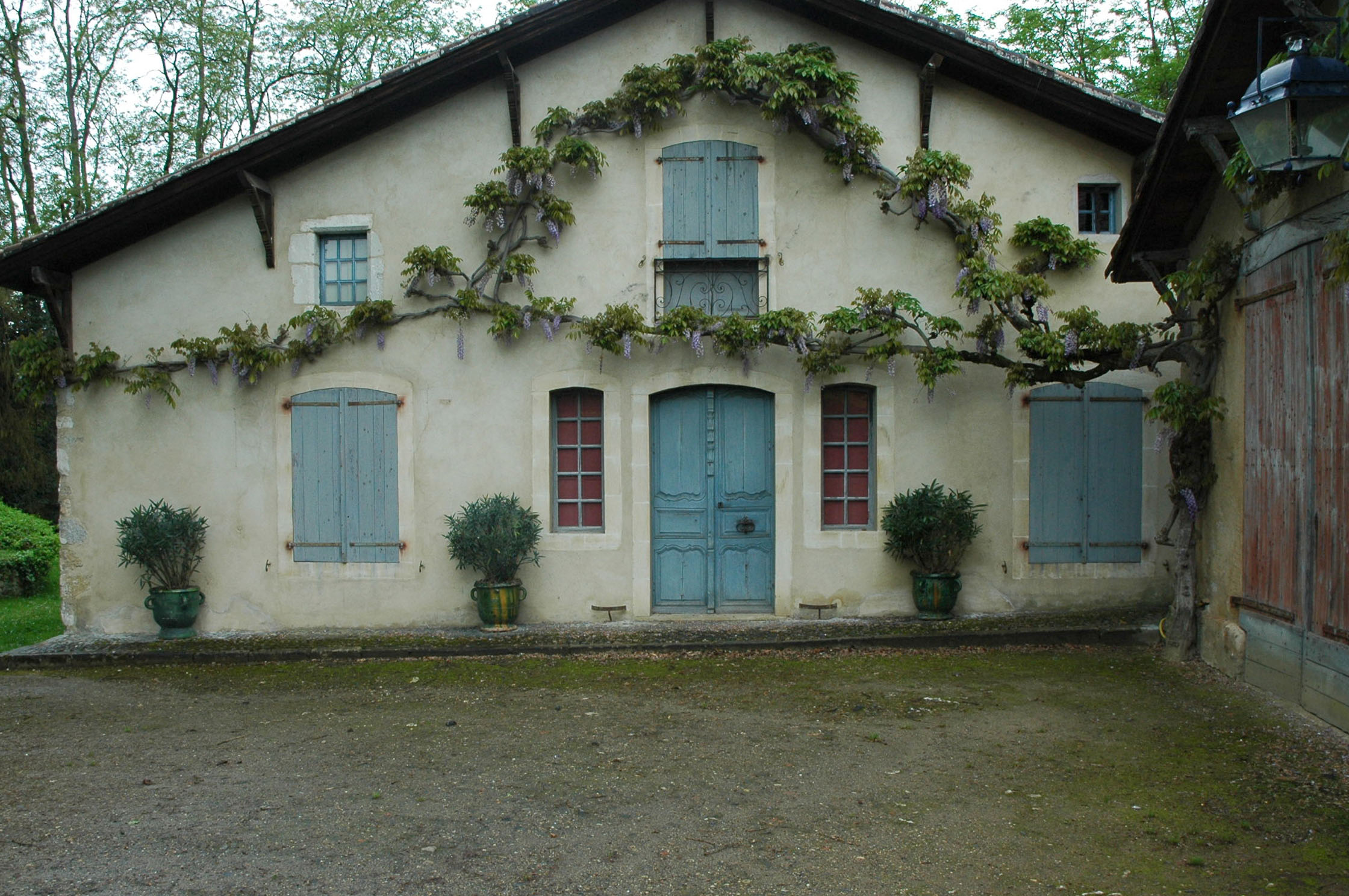
Maison hounanglaise à Saint-Pandelon.
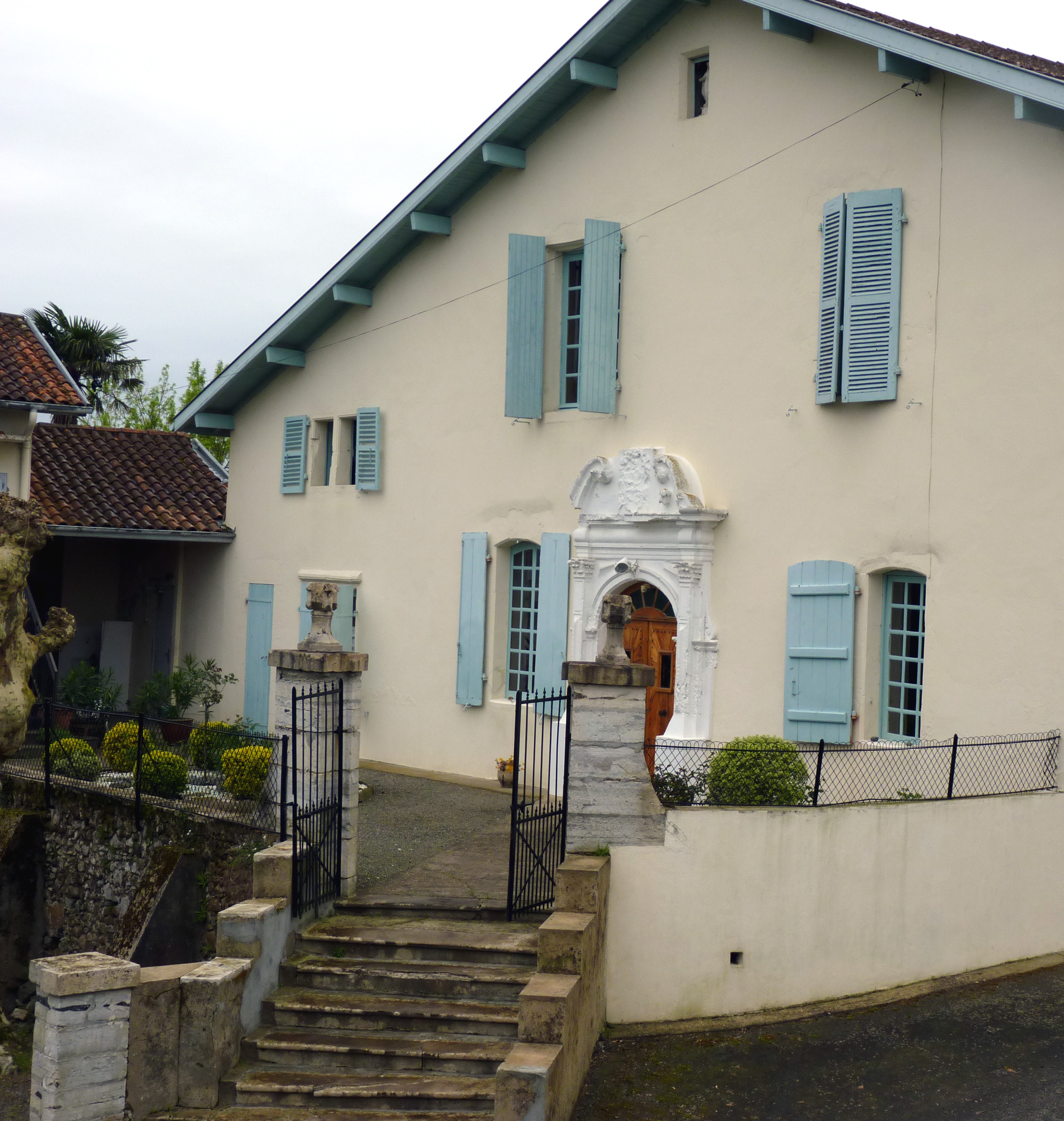
Maison Luppé à Saint-Pandelon.
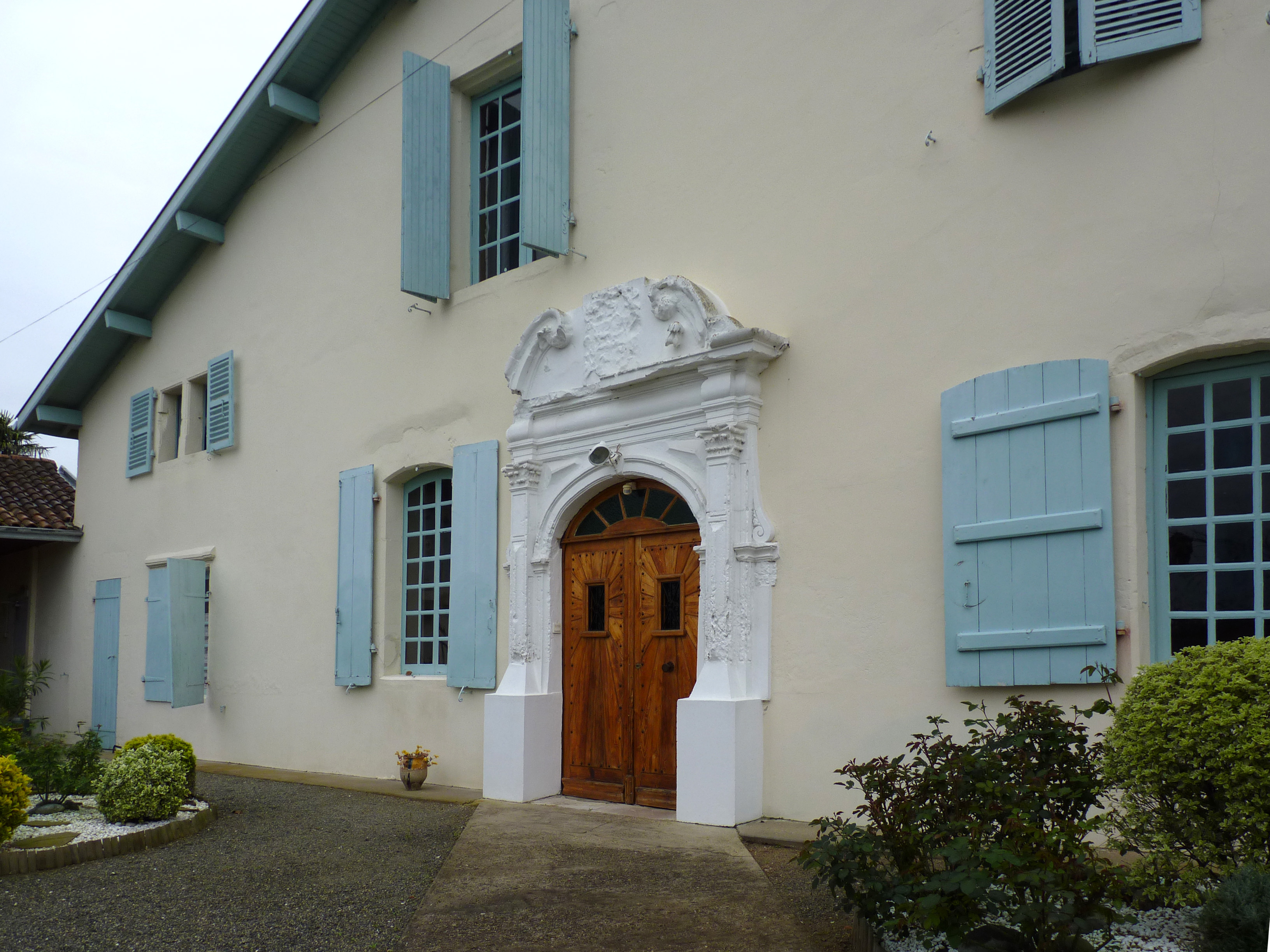
Maison Luppé à Saint-Pandelon.

### Moyen Âge
Le clergé joua un rôle (favorisé par les franchises accordées par les Plantagenêts), comme en témoignent les constructions réalisées dans les trois derniers siècles médiévaux (toutes ou presque ont disparu). Il subsiste le château des évêques qui servit de résidence aux évêques officiant à la cathédrale Notre-Dame ; construite au XIIIe siècle et écroulée au XVIIe siècle, il n'en subsiste plus que le splendide portail des apôtres, chef-d'œuvre de la sculpture de l'époque.
Cité voisine de Dax, la commune de Saint-Pandelon abrite les évêques de cette ville dès le XIVe siècle ce qui a contribué à son dynamisme tout au long de son histoire. Le logis que leur servit de résidence d'été (classé Monument historique), vendu comme bien national lors de la Révolution, avait été agrandi et décoré sur ordre de Mgr Le Quien de Neufville de 1774 à 1778 ; il a conservé de cette époque un ensemble unique de papiers peints, principalement issus de la fabrique de Duras à Bordeaux, découvert puis mis en valeur par ses acquéreurs en 1965, Jacques Subes (fils du ferronnier d'art Raymond Subes) et son épouse Françoise (cf. leur article Les papiers peints du 18e... etc., dans "L'Estampille" n° 108/avril 1979, pp 18 à 29, ill.), dont la collection d'art, comprenant la succession Subes, fut vendue (en 1000 lots) aux enchères publiques sur place les 23 et 24/07/2016.
Au tout début du XIVe siècle, sa position surélevée est choisie pour construire une place forte, édifiée par Garcia-Arnaud de Caupenne, évêque de Dax.

### Temps modernes
À la Renaissance, le château fort est transformé en une demeure d’agrément. Saint-Pandelon se dote par ailleurs d’un deuxième château au XVIIe siècle.

### Révolution française et Empire
C’est au cours de la Révolution, en 1790, que la commune est créée. Regroupant divers quartiers éparpillés, elle est alors baptisée Pont-de-Luy, en raison du petit cours d’eau du même nom qui circule dans le village.

### Époque contemporaine
Au XIXe siècle, la commune se développe : on y trouve deux charpentiers, un cordonnier, deux forgerons, un maçon et trois sabotiers. Des carrières ont également été exploitées. De trois d’entre elles était extraite de la pierre ophitique. Une mine de sel produit par ailleurs 10 000 tonnes de sel par année.
La Compagnie des Tramways à Vapeur de la Chalosse et du Béarn (TVCB) a exploité une ligne de tramways à voie métrique  longue de 31 km qui effectuait 3 arrêts à Saint-Pandelon entre 1914 et 1937,.

## Politique et administration

### Administration municipale
Le nombre d'habitants au dernier recensement étant compris entre 500 et 1 499, le nombre de membres du conseil municipal est de 15.

### Liste des maires
| Période                                  | Période  | Identité             | Étiquette | Qualité              |
| ---------------------------------------- | -------- | -------------------- | --------- | -------------------- |
| Les données manquantes sont à compléter. |          |                      |           |                      |
| mars 1977                                | 2008     | Jean Tastet          |           |                      |
| mars 2008                                | 2011     | Jean Pierre Boiselle |           | Directeur de société |
| 2011                                     | En cours | Christian Carrère    | DVD       | Exploitant agricole  |

### Jumelages
- Saint-Maxire (France) depuis 2013[30].

## Population et société

### Démographie
| 1793 | 1800 | 1806 | 1821 | 1831 | 1836 | 1841 | 1846 | 1851 |
| ---- | ---- | ---- | ---- | ---- | ---- | ---- | ---- | ---- |
| 456  | 477  | 483  | 518  | 555  | 573  | 619  | 636  | 614  |

| 1856 | 1861 | 1866 | 1872 | 1876 | 1881 | 1886 | 1891 | 1896 |
| ---- | ---- | ---- | ---- | ---- | ---- | ---- | ---- | ---- |
| 596  | 570  | 587  | 578  | 599  | 614  | 625  | 614  | 612  |

| 1901 | 1906 | 1911 | 1921 | 1926 | 1931 | 1936 | 1946 | 1954 |
| ---- | ---- | ---- | ---- | ---- | ---- | ---- | ---- | ---- |
| 602  | 621  | 575  | 524  | 533  | 553  | 560  | 513  | 517  |

| 1962 | 1968 | 1975 | 1982 | 1990 | 1999 | 2006 | 2008 | 2013 |
| ---- | ---- | ---- | ---- | ---- | ---- | ---- | ---- | ---- |
| 521  | 523  | 574  | 600  | 627  | 667  | 736  | 746  | 704  |

| 2018 | 2022 | - | - | - | - | - | - | - |
| ---- | ---- | - | - | - | - | - | - | - |
| 716  | 728  | - | - | - | - | - | - | - |

### Enseignement
Située dans l'académie de Bordeaux, l'école primaire publique de Saint-Pandelon participe au regroupement pédagogique avec Bénesse-lès-Dax, Heugas et Siest
Le lycée professionnel rural Sainte-Élisabeth de Saint-Pandelon accueille les élèves de Bac Pro SAPAT, Capa SAPVER et Bepa SAP.

### Manifestations culturelles et festivités
Les fêtes patronales du village ont lieu le dernier week-end d'août. Le samedi des fêtes a lieu la course pédestre : les "Foulées saint-pandelonnaises."
Le Jazz fait son Bœuf : un groupe d'amis amateurs de jazz propose un jazz de qualité pour tous avec convivialité.

### Sports
Le foyer rural, créé en 1983, comprend une section sports.
Une activité de Futsal (football en salle) est proposée aux Saint-Pandelonnais.

### Cultes
Saint-Pandelon est un des huit relais composant la paroisse catholique du Bon Pasteur.

### Économie
Depuis le début du XXe siècle, Saint-Pandelon tire profit de ses richesses minières en exploitant des carrières d’ophite.
L’ophite est une roche magmatique compacte proche du basalte que l’on trouve beaucoup dans les Pyrénées. Son nom vient de sa teinte verte et de son aspect de peau de serpent.
Au début du XXe siècle des carrières sont creusées à Saint-Pandelon dans le but d’exploiter ses sols riches en ophite. Longeant le cours du Luy, elles s’étendent sur près de 1 500 mètres.
Saint-Pandelon exploite également une mine de sel produisant 10 000 tonnes de sel par année.
Plusieurs exploitations agricoles sont présentes dans la commune : élevage de canards, élevage de poules, élevage de bovins et culture du mais.
Plusieurs exploitations sylvicoles sont présentes dans la commune : pin et chêne.

## Culture locale et patrimoine

### Lieux et monuments

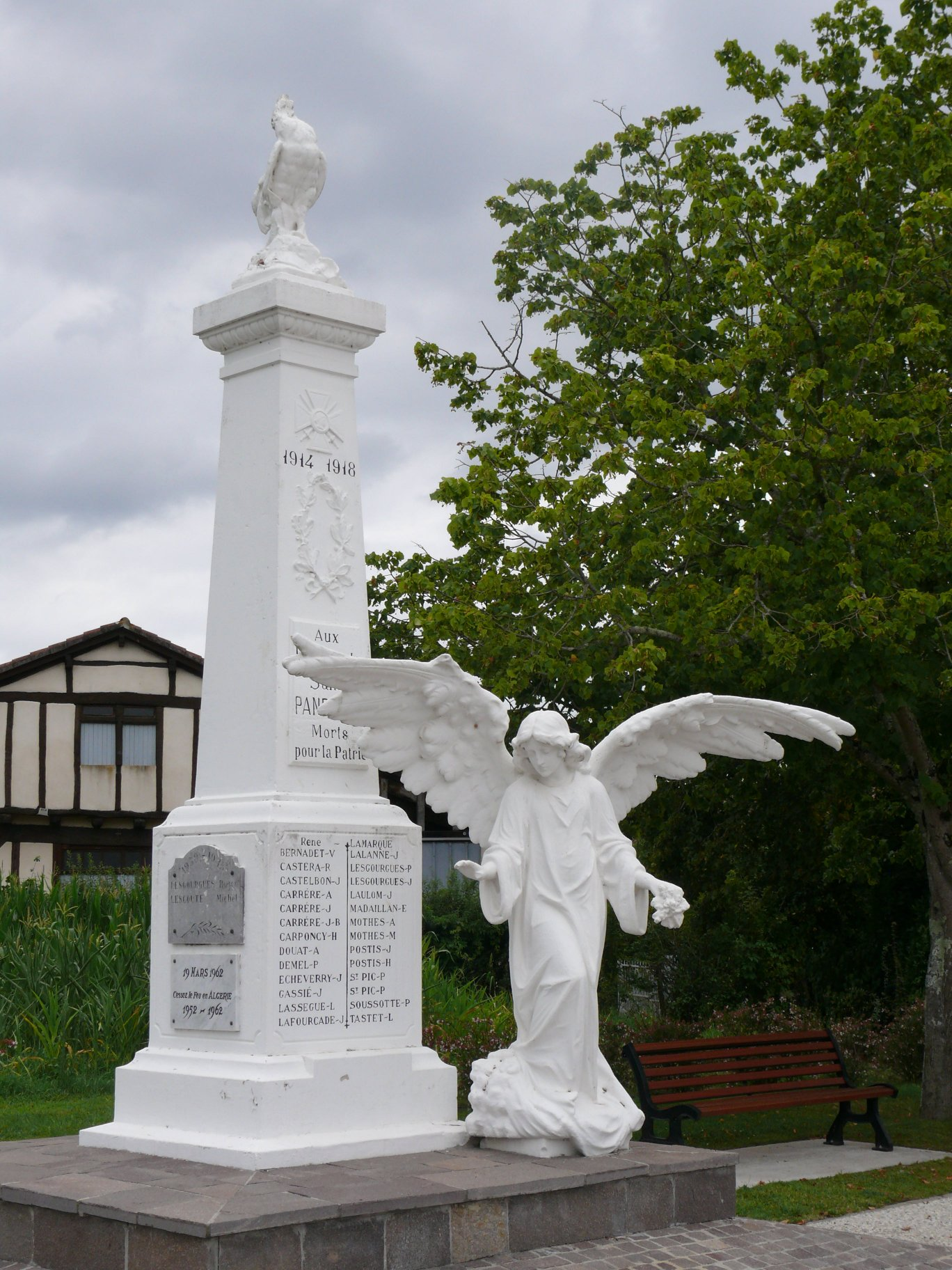
Le monument aux morts.

- Le monument aux morts : sous les auspices de la Victoire, le monument aux morts de Saint-Pandelon célèbre la mémoire des 27 citoyens de la commune tombés lors de la Première Guerre mondiale. C’est grâce à l’entreprise d’un certain Dupin que le monument aux morts de Saint-Pandelon est érigé en 1923, sur la place de l’Église. Composé d’un socle en pierre, sur lequel est posé un piédestal soutenant un obélisque, il est surmonté d’un coq en pierre, symbole de la France. Le monument est remarquable par sa grande statue en pierre représentant une Victoire, dont l’une des ailes déployées passe devant l’obélisque. Vêtue d’une robe ample, la Victoire a les bras tendus et écartés. Elle regarde vers le bas, la tête légèrement penchée. Ce genre de figure féminine représentant la Victoire orne 9 % des monuments aux morts landais.

.

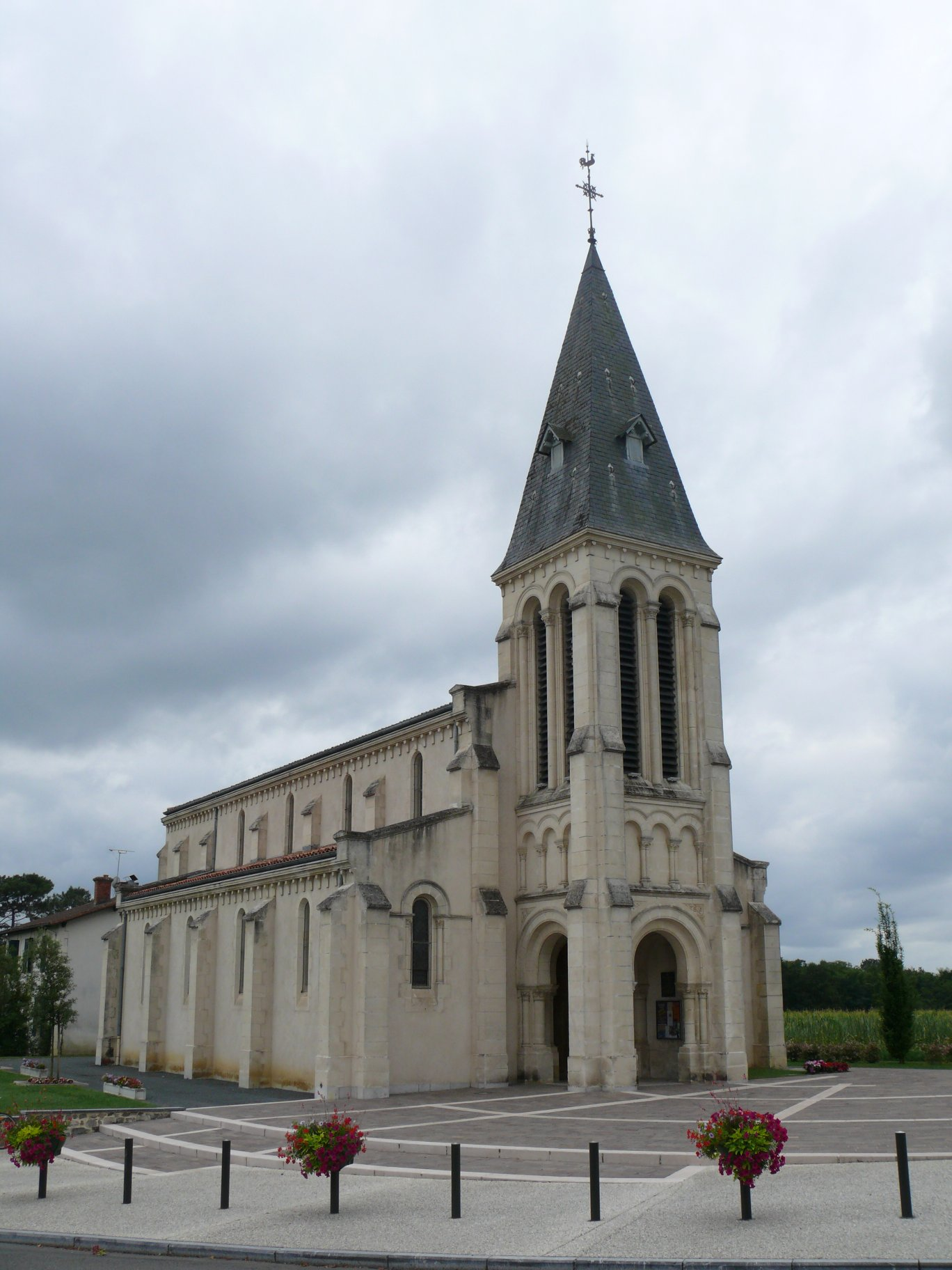
L'église Saint-Pantaléon-et-Saint-Barthélemy.

- L'église Saint-Pantaléon-et-Saint-Barthélemy : reconstruite au tournant des  XIXe et XXe siècles, l’église Sainte-Mérentine de Saint-Pandelon est alors dédiée à une martyre des premiers siècles. En 1898, on décide de rebâtir l’église de Saint-Pandelon. En effet, l’église originelle, située à l’emplacement actuel du cimetière, a disparu au cours du XIXe siècle. Le nouveau bâtiment est édifié en 1902 sur un terrain donné par la famille d’Anne-Pascale Ducros, ancienne propriétaire du château des Évêques. Sainte Mérentine, à qui l’église est dédiée, est une martyre de 25 ans du IVe ou Ve siècle. En 1850, sa dépouille est extraite par le pape du cimetière Cyriaque de Rome, pour être offerte au lieutenant-colonel de Montenard. C’est l’église de Saint-Pandelon qui abrite désormais le coffre-reliquaire renfermant les reliques de sainte Mérentine. La peinture du chœur de l'église est attribuable à la maison bordelaise Bonnet et Vettiner (Bonnet Jean-Henri et Vettiner Jean-Baptiste), qui a exécuté autour de 1900 plusieurs décors similaires dans des églises de la région (Saint-Pandelon, Soustons, Saint-Geours-de-Maremne, Meès, Pouillon…).
- La fontaine salée, source au goût très salé, est également très ferrugineuse, sulfurée et sodique. Elle est connue pour ses vertus curatives. Une construction en barrons (brique pleine) signale cette fontaine.

La commune compte aussi 5 châteaux :
- le château Ducros, ancien château des évêques ;
- le château d'Hercular ;
- le château Haubardin, construit aux XVIIe et XVIIIe siècles. Il doit son nom à Haubardin de Luxembourg, gouverneur de Dax du XVIe siècle, le château Haubardin n’est édifié qu’à compter du siècle suivant. Les travaux de construction s’étalent sur deux siècles, pour s’achever en 1764, le maçon ayant inscrit cette date dans le mortier du grenier. La demeure se compose d’un corps de logis, surmonté d’un fronton triangulaire et encadré de deux tourelles d’angle carrées. Les murs de pierre calcaire recouverte d’enduit blanc soutiennent une toiture de tuiles rouge. Quelques vestiges témoignent de la présence d’un moulin à eau dans la propriété. On peut les voir dans le fossé, au bord de la route menant à Peyrehorade[36] ;
- le château Laureta, qui contient des boiseries du XVIIIe siècle ;
- le château Herran.

### Sur le parcours du pèlerinage de Saint-Jacques-de-Compostelle
Étape jacquaire sur la voie de Tours (via Turonensis), le village possède un gîte qui peut accueillir les pèlerins pour une halte reposante avant d'entamer les contreforts des Pyrénées.
Le village de Saint-Pandelon a toujours accueilli les pèlerins sur le chemin de Saint-Jacques-de-Compostelle. Depuis le 15 avril 2012, un gîte a été aménagé à leur intention, permettant d'accueillir jusqu'à 6 pèlerins simultanément. Le studio est composé d'une pièce centrale avec 4 lits superposés, un canapé-lit, une salle de bains / WC, un espace repas avec cuisine équipée,  un espace salon avec télévision et possibilité de connexion Wi-Fi.

### Personnalités liées à la commune
- Mauvoisin Félix, né le 7-12-1890 à Saint-Pandelon, médecin. Auteur d'un manuel de rhumatologie[37],[38].
- Vincent Dezes, né le 5 avril 1959 à Dax, est un joueur français de rugby à XV qui évolue au poste de talonneur. Après une carrière au sein de l'US Dax, il occupe également le poste d'entraîneur dans le club et réside à Saint-Pandelon où il siège au conseil municipal.
- Florence Tastet, née Arrieumerlou le 6 juin 1970, est une joueuse française championne de France de rugby à XV au sein du club les Pachys d'Herm. Elle réside à Saint-Pandelon où elle siège au comité des fêtes.